# Leroy 01
Pour les articles homonymes, voir Leroy, 1 (nombre) et Lucie.
La Leroy 01 ou Lucie (01, pour première d'une numérotation hors série) est une des montres-horloges astronomiques d’exception les plus prestigieuses du monde, montre gousset chef-d'œuvre unique d'horlogerie et d'orfèvrerie de luxe, modèle mythique et emblème du savoir-faire horloger de L.Leroy de Paris « montre la plus compliquée du monde pendant près d’un siècle » (1900-1989) considérée comme référence mondiale en matière « d'horlogerie française ultra-compliquée », grand prix spécial du jury de l'Exposition universelle de 1900 à Paris. 

## Histoire

### Commande
Ce modèle unique d'exception personnalisé, est commandé en 1897 par António Augusto Carvalho Monteiro (1848-1920) (richissime héritier portugais de Lisbonne, d'un empire du café du Brésil, entre autres proprietaire du palais de la Regaleira au Portugal) au maître-horloger de prestige Louis Leroy (fils de Charles-Louis Leroy, petit-fils du fondateur Basile Leroy de L.Leroy à Paris en 1785),. Grand amateur-collectionneur de ce type de montre, il lui demande de créer une montre mécanique-horloge astronomique qui réunisse « tout ce que la science et la mécanique permettraient de réaliser dans le volume d’une montre ».

### Conception
Elle est assemblée dans les ateliers L.Leroy de Besançon  (capitale historique de l’horlogerie française) avec sept années de travail d'experts (1897-1904) pour une montre mécanique-horloge astronomique à double cadran (un sur chaque face) de 71 mm de diamètre, 228 grammes, en or ciselé 18 carats, à remontoir en forme de couronne incrustée de pierres précieuses. Elle est composée d'un nombre record de mouvements composés de 975 pièces, assemblées sur 4 étages de mécanismes, pour afficher les heures-minutes-secondes, ainsi qu'un nombre record de 26 complications (fonctions autres que celle de donner l'heure) dont quantième perpétuel des jours, mois, années, année bissextile, phase de la Lune, indication des saison, solstice, équinoxe, équation du temps, chronographe (avec remise à zéro), réserve de marche, grande et petite sonnerie, carillon 3 tons de répétition de l'heure, des quarts et des minutes, 3 cartes du ciel de Paris, Lisbonne, et Rio de Janeiro, état du ciel des hémisphère boréal et hémisphère austral, signe du zodiaque, heures de 125 villes du monde, heure des lever et coucher de soleil de Lisbonne, thermomètre, hygromètre, baromètre, altimètre, boussole...

### Musée du Temps de Besançon
La montre en mise en vente en 1953 pour 2 millions de francs par la famille héritière. Elle est acquise et incluse en 1957 dans la collection Time Museum du musée des Beaux-Arts et d'Archéologie de Besançon (via un comité de souscription nationale initié par la conservatrice du musée Marie-Lucie Cornillot, dont la montre est rebaptisé de son prénom Lucie). Elle est exposée depuis avec la collection de pièces d’horlogeries historiques du musée du Temps de Besançon (inauguré en 2002).

## Palmarès
- Grand prix spécial du jury de l'Exposition universelle de 1900 à Paris
- 1900 à 1989 : « Montre la plus compliquée du monde pendant près d’un siècle »

Le titre de « montre la plus compliquée du monde » est repris en 1989 par la montre gousset suisse Patek Philippe Calibre 89 de Patek Philippe pour le 150e anniversaire de la marque (avec 9 cm de diamètre, 1 728 composants, et 33 complications).